# Moringuidae
A Moringuidae a csontos halak (Osteichthyes) főosztályának sugarasúszójú halak (Actinopterygii) osztályába, azon belül az angolnaalakúak (Anguilliformes) rendjébe tartozó család.
2 nem és 15 faj tartozik a családhoz.

## Rendszerezés
A családba az alábbi nem és fajok tartoznak.
- Moringua (Gray, 1831) – 12 faj
  - Moringua abbreviata
  - Moringua arundinacea
  - Moringua bicolor
  - Moringua edwardsi
  - Moringua ferruginea
  - Moringua hawaiiensis
  - Moringua javanica
  - Moringua macrocephalus
  - Moringua macrochir
  - Moringua microchir
  - Moringua penni
  - Moringua raitaborua

- Neoconger (Girard, 1858) – 3 faj 
  - Neoconger mucronatus
  - Neoconger tuberculatus
  - Neoconger vermiformis